# Paul-Gerhard Völker
Paul-Gerhard Völker, auch Paul Gerhard Völker (* 29. Mai 1937 in München; † 12. Mai 2011 in München), war ein deutscher germanistischer Mediävist und politischer Aktivist. Seine Gründungs- und Theoriearbeit für die Marxistische Gruppe und die marxistische Zeitschrift GegenStandpunkt fand weitgehend im Verborgenen statt.

## Leben

### Promotion an der Ludwig-Maximilians-Universität München und DFG-Stelle
Der Sohn des Bauingenieurs Julius Völker absolvierte 1956 am (Kurt-Huber-)Realgymnasium Gräfelfing bei München das Abitur. Seit dem Wintersemester 1956/57 studierte er ‒ durch einen sechsmonatigen Studienaufenthalt am Institut Catholique de Paris 1960/61 unterbrochen ‒ an der Ludwig-Maximilians-Universität München Germanistik, Geschichte und Geographie. Mit Beginn des folgenden Wintersemesters förderte ihn die Studienstiftung des deutschen Volkes, ein Jahr später legte er die Philosophische Prüfung für das wissenschaftliche Lehramt an Höheren Schulen ab.
Völkers Doktorarbeit entstand auf Anregung von Kurt Ruh (1914‒2002) und wurde von der Philosophischen Fakultät der LMU 1962 angenommen. Doktorvater war Hugo Kuhn (1909‒1978). In der Schriftenreihe Münchener Texte und Untersuchungen zur deutschen Literatur des Mittelalters (= MTU) der 1959 von Kuhn an der Bayerischen Akademie der Wissenschaften gegründeten Kommission für Deutsche Literatur des Mittelalters konnte Völkers Dissertation Die deutschen Schriften des Franziskanerprovinzials Konrad Bömlin. Tl. I: Überlieferung und Untersuchung 1964 als Band 8 erscheinen. Das Vorwort (S. V‒VI) gibt Auskunft über die für den Druck vorgenommenen Änderungen: „Der Exkurs: ‚Die Überlieferungsformen deutscher Predigten des Mittelalters‘ wurde herausgenommen und als Aufsatz veröffentlicht, des Weiteren fehlt jetzt der Editionsteil, der durch die Gesamtedition der Werke Bömlins ersetzt werden soll. Untersuchung der Filiationsverhältnisse und Wortregister bleiben gleichermaßen für diese Edition aufgespart. Gegenüber der Dissertation neu hinzugekommen ist die Beschreibung dreier nachträglich aufgefundener Handschriften und ein Register, welches den Überlieferungsteil erschließen soll.“ Der in einen Aufsatz überführte Dissertationsexkurs wurde von renommierten Altgermanisten, allen voran Kurt Ruh und Volker Mertens, als epochemachend bewertet.
Vom 1. März 1962 bis 29. Februar 1964 führte Völker im Rahmen eines Förderprogramms der Deutschen Forschungsgemeinschaft zur Handschriftenkatalogisierung, das 1960 angelaufen war, die Beschreibung mittelalterlicher Handschriften der Universitätsbibliothek München durch.

### Wissenschaftlicher Mitarbeiter der Kommission für Deutsche Literatur des Mittelalters
Seit 1. März 1964 arbeitete Völker mit Werkverträgen, vom 1. Januar 1968 bis 30. September 1971 auf einer festen Stelle für die, wie oben angemerkt, von Hugo Kuhn gegründete Kommission für Deutsche Literatur des Mittelalters. Die Arbeitsstelle ließ einen gewissen Spielraum für freies Forschen: „Die wissenschaftlichen Mitarbeiter sollten eigenständige Überlieferungserschließung leisten.“ Zum Beispiel lieferte Völker im Jahr 1967 mit seinem Aufsatz zur Überlieferung des Fließenden Lichts der Gottheit einen bedeutenden Beitrag zur Forschung über Mechthild von Magdeburg. Völkers Hauptaufgabe war ein Projekt zum deutschsprachigen geistlichen Spiel des Mittelalters und dessen Überlieferung.

### Eklat um die Nichterneuerung seines Lehrauftrags am Seminar für Deutsche Philologie
Von Sommersemester 1963 bis Sommersemester 1969 war Völker am Münchner Seminar für Deutsche Philologie, Ältere Abteilung, Lehrbeauftragter für deutsche Sprache und Literatur des Mittelalters. Ab dem Sommersemester 1966 bot er Lehrveranstaltungen an, die auf seine Linkspolitisierung hindeuten: „Heinrich Heine: Die Gedichtzyklen“, „Germanistik im Dritten Reich. Zeitbedingtheit literaturwissenschaftlicher Methodik“, „Einführung in die Semantik. Übungen zur politischen Terminologie seit 1945“, „Übungen zur Literatursoziologie. Die ‚bürgerliche‘ Literatur des Spätmittelalters“.
Das Kolloquium „Germanistik im Dritten Reich“ und das Proseminar zur „politischen Terminologie seit 1945“ hatte Völker nicht mit den Seminarvorständen abgesprochen. Im einen wie im anderen Fall wurde er zur Ordnung gerufen; die Maßregelungen machte er im Assistenten-Flugblatt Wi-Sem. 1968/69 öffentlich.

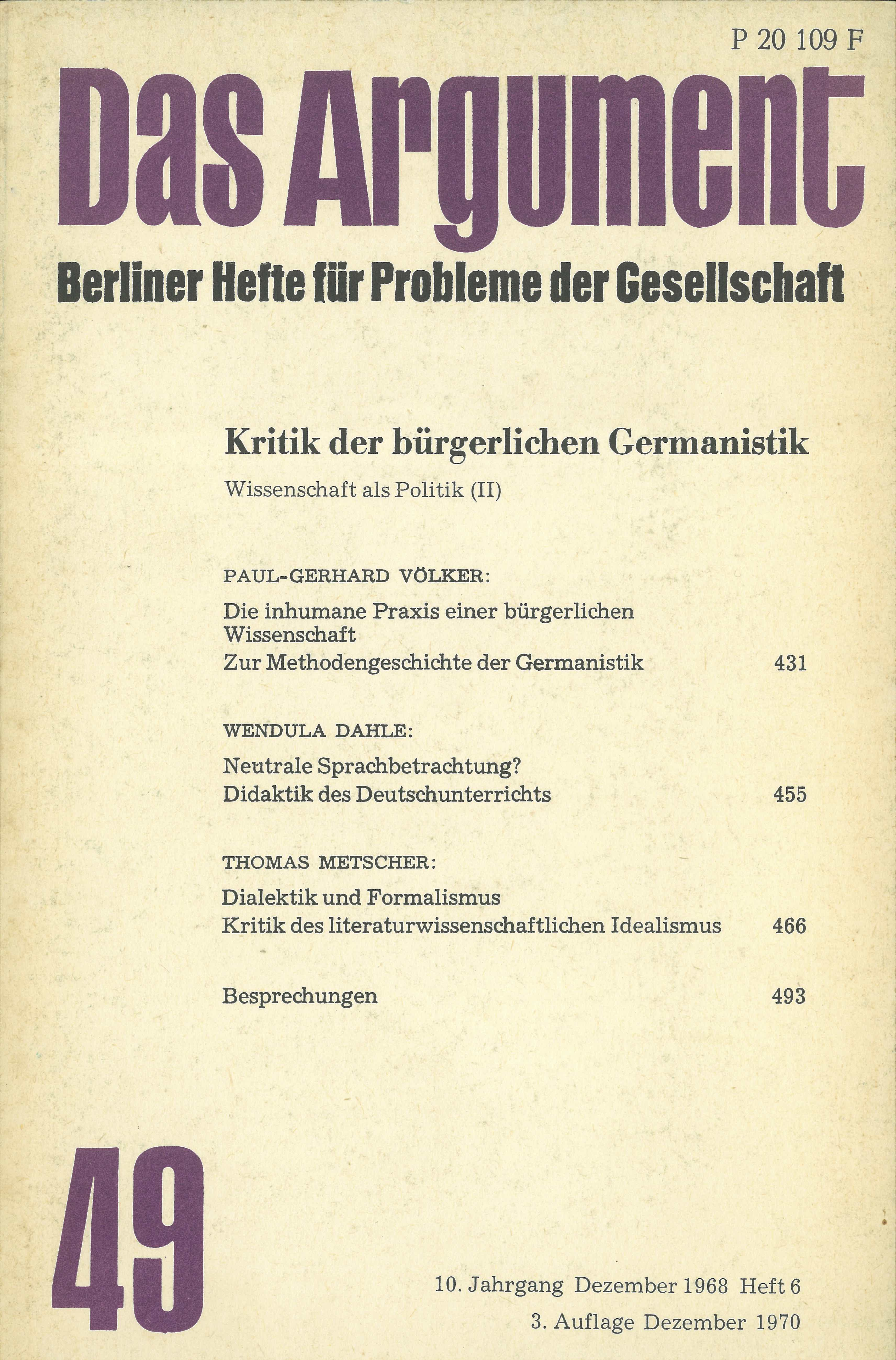

Völkers Auseinandersetzung mit der NS-Zeit steht zum Deutschen Germanistentag 1966 in einem Spannungsverhältnis. Tagungsort war München, der von einer Gruppe frondierender Hochschullehrer gewünschte Titel „Germanistik und Nationalsozialismus“ wurde durch einen Mehrheitsbeschluss des Vorstands des Deutschen Germanistenverbandes abgeschwächt in „Nationalismus in Germanistik und Literatur“. Auf die Germanistentag-Diskussion beziehe sich in polemischer Absicht der Titel seines Aufsatzes „Die inhumane Praxis einer bürgerlichen Wissenschaft“, erläutert Völker in der Methodenkritik der Germanistik. Materialistische Literaturtheorie und bürgerliche Praxis (Stuttgart: Metzler 1970, S. 140). Die in der Reihe Texte Metzler erschienene Sammlung von drei Aufsätzen entstand in Zusammenarbeit mit Marie-Luise Gansberg (1933‒2003), Assistentin am Münchner Seminar für Deutsche Philologie, Neuere Abteilung. Das in kurzer Folge viermal aufgelegte Sammelwerk machte das rebellische Duo schlagartig in der intellektuellen Öffentlichkeit der alten Bundesrepublik bekannt. Anders als Gansberg gab Völker sich in dem Band offen als Marxist zu erkennen.
Nach dem Sommersemester 1969 wurde Völker ohne Begründung schriftlich mitgeteilt, sein Lehrauftrag könne nicht erneuert werden. In einem weiteren Schreiben an den Betroffenen (23. September 1969) begründeten die Vorstände der Seminare für Deutsche Philologie, die Professoren Werner Betz, Hans Fromm, Hugo Kuhn, Hermann Kunisch, Walter Müller-Seidel und Friedrich Sengle, ihre Entscheidung damit, Völkers offen zur Destruktion treibende Aktivität sei mit einer Lehrtätigkeit an der zu destruierenden Institution nicht vereinbar.
Auf den Artikel Studenten protestieren gegen Ordinarien. Konflikt im Seminar für Deutsche Philologie des Geschichtsdoktoranden Rudolf Reiser in der Süddeutschen Zeitung (27. Oktober 1968)  meldeten sich 29 Assistenten und Lehrbeauftragte der Seminare für Deutsche Philologie der LMU München mit einem Leserbrief zu Wort. Sie forderten die nochmalige Verhandlung des Falles Völker sowie die einstweilige Weiterverlängerung seines Lehrauftrags. Von grundsätzlicher Art war ihr Hauptanliegen: „Vordringlich sind für uns jedoch die Rechts- und Argumentationsnormen, aus denen unsere Forderung stammt. Denn nur diese führen aus dem Freund-Feind-Schema heraus.“ Die Stellungnahme richte sich auch „gegen den von einigen studentischen Gruppen geübten undemokratischen und intoleranten Stil der Auseinandersetzung [...], der eben diese Grundsätze der Meinungstoleranz und des Methodenpluralismus, um die es uns geht, gefährdet“.
Die Gewerkschaft Erziehung und Wissenschaft warf den Ordinarien „eindeutig undemokratische Disziplinierungsmaßnahmen gegen einen ihnen politisch nicht genehmen Mitarbeiter“ vor.
Die Münchner Studentenzeitung (MSZ) brachte gegen die Seminarleitung das Argument vor, offen politische Gründe geltend zu machen. Völkers Kritik am Huber-Plan und an der Struktur der Ordinarienuniversität würden von den gleichen Personen als Gewalt diffamiert werden, die gegen dreißig am aktiven Streik beteiligte Studenten Strafanzeige gestellt hatten. Dem MSZ-Artikel wurde eine Solidaritätserklärung des AStA beigedruckt, in der die Erneuerung des Lehrauftrags von Völker gefordert wurde.
In der MSZ-Ausgabe vom 12. November 1969 bezog Völker in einer längeren „Persönlichen Erklärung“ zu der in ebendieser Ausgabe abgedruckten Presseerklärung der Seminare für Deutsche Philologie vom 3. November 1969 Stellung: „Die ‚agitatorisch‘ und ‚demagogisch‘ genannte Überschreitung einer sich unpolitisch glaubenden Germanistik war nötig, gerade um den politischen Inhalt dieser von den Ordinarien eingenommenen Haltung, nämlich eine blinde Rechtfertigung der gerade bestehenden gesellschaftlichen Verhältnisse, zu vermeiden. [...] Den Vorwurf ‚Ordnung und Arbeitsverhältnisse‘ gestört zu haben, gebe ich den Ordinarien zurück“.

### Durchsuchung der Privaträume
Am 24. September 1969 drangen nächtens Kriminalbeamte in Münchner Privatwohnungen ein, darunter in die Eigentumswohnung des Ehepaares Völker in Schleißheim, und nahmen teils Stunden dauernde Durchsuchungen vor. Zeitgleich wurde der Trikont-Verlag auf den Kopf gestellt. Die Betroffenen sprachen von einem „Vorbeugeanschlag“ gegen zwei geplante antifaschistische Münchner Protestaktionen im Zusammenhang mit Wahlauftritten von Strauß, Kiesinger und Thadden.

### Assistenzprofessor an der Freien Universität Berlin
Von Wintersemester 1971/72 bis Wintersemester 1976/77 hatte Völker eine Assistenzprofessur im Fachbereich 16 (Germanistik) der FU Berlin inne. Unterstützt hatten seine Bewerbung Wolfgang Dittmann (1933‒2014) und die Dittmann-Assistenten Hubertus Fischer und Werner Röcke. Der Neugermanist Ulf Schramm (1933–1999) und seine Frau Hilde, geborene Speer, machten den Völkers 1972 das Angebot, eine Wohnung in ihrem großen Haus in Berlin-Lichterfelde zu beziehen. Man lebte in einer Hausgemeinschaft, es traten aber zunehmend politische Differenzen auf. Das Verhältnis zu dem Germanisten und Komparatisten Eberhard Lämmert (1924‒2015) ist ungeklärt. Ein Unterschied betraf die Existenz einer Nationalliteratur. Völker hielt an diesem Paradigma fest.
Völkers Anfangszeit an der FU war von der Mitentwicklung eines Studienkonzepts beherrscht. Dittmann veranstaltete im Wintersemester 1971/72 einen Feudalismus-Kurs mit persönlicher Anmeldung, den zwei Semester später Völker übernahm. Dieser leitete seit 1974 ein Forschungsprojekt zur ständedidaktischen Literatur in Deutschland vom 13. bis 15. Jahrhundert. Seinen Habilitationsvortrag, gehalten im Sommersemester 1975, betitelte er: „Dukus Horant. Höfische Selbstdarstellung im heldischen Gewand“.
Nach 1972 verringerte sich die Zahl der wissenschaftlichen Publikationen Völkers deutlich. Die in der vierten Auflage der Methodenkritik der Germanistik (1973) lobend hervorgehobene Programmschrift Wissenschaft und Kapital. Zur Grundlegung sozialistischer Hochschulpolitik (München: Rotzeg 1972) der AK-Fraktion der Roten Zellen München führt modellhaft drei Leitideen vor Augen, die Völker nach dem Knick in seiner akademischer Karriere zu seinem Lebensprogramm erheben würde: marxistische Theoriearbeit im Kollektiv, Kapitalismuskritik und die Hochschule als Nachwuchsrekrutierungsfeld der außerparlamentarischen Opposition.

### Bewerbung an der Universität Bremen, Privatdozent an der FU Berlin, Rückkehr nach München
Im September 1976 bewarb sich Völker auf die im Monat zuvor ausgeschriebene Hochschullehrerstelle auf Lebenszeit mit dem Schwerpunkt „Literatur vom Frühmittelalter bis zum Humanismus (einschließl. lateinisches Schrifttum deutscher Humanisten und mittelhochdeutsche Sprachgeschichte)“ im Studiengang Kommunikation/Ästhetik (Deutsch) an der Universität Bremen. Die Berufungskommission setzte ihn nach der Anhörung auf Platz eins einer Dreierliste. Im November 1977 lehnte der Bremer Senator für Wissenschaft und Kunst die Berufungsliste mit der Begründung ab, keiner der Kandidaten sei ausreichend qualifiziert. Der unausgesprochene Grund für die Entscheidung, die Stelle ruhen zu lassen, war der Radikalenerlass von 1972. Aus den Akten des Universitätsarchivs Bremen geht hervor, dass Völker völlig sicher mit seiner Berufung nach Bremen gerechnet hatte. Erst im Jahr 1998 wurde die Stelle neu ausgeschrieben und mit Elisabeth Lienert besetzt.
Nach Ablauf seines Assistenzprofessurvertrages gehörte Völker dem Fachbereich Germanistik der FU von Wintersemester 1975/76 bis Wintersemester 1995/96 als Privatdozent an. Seine damit verbundenen Lehrverpflichtungen – Lektüre- und
Übersetzungsübungen usw. – nahm er mit Unterbrechungen und seit 1980 von auswärts ‒ Bremen, dann München ‒ wahr.
Ab Sommersemester 1985 lebte Völker wieder in seiner Heimatstadt München. Dort führte er getrennt von seiner Familie ein „radikales Leben“. Wenige Monate vor seinem Tod rief er die Paul-Gerhard-Völker-Stiftung ins Leben.

## Einsatz für eine methodenkritische Germanistik, demokratische Hochschulstrukturen und Kollektivarbeit

### Der SDS-VortragWie reaktionär ist die Germanistik?(1966)
Völkers Einsatz für die Studentenbewegung dokumentiert unter anderem das Veranstaltungsflugblatt Sozialwissenschaftliche Reihe des SDS ★ WS 66/67. Sein für den 19. Dezember 1966 festgesetzter Vortrag „Wie reaktionär ist die Germanistik?“ stellt einen der größten Tabubrüche der Nachkriegsgermanistik dar. Der SDS (Sozialistischer Deutscher Studentenbund) (1949‒1970) war bis 1961 die Studentenorganisation der SPD.

### DasAssistenten-Flugblatt Wi-Sem. 1968/69(1969)

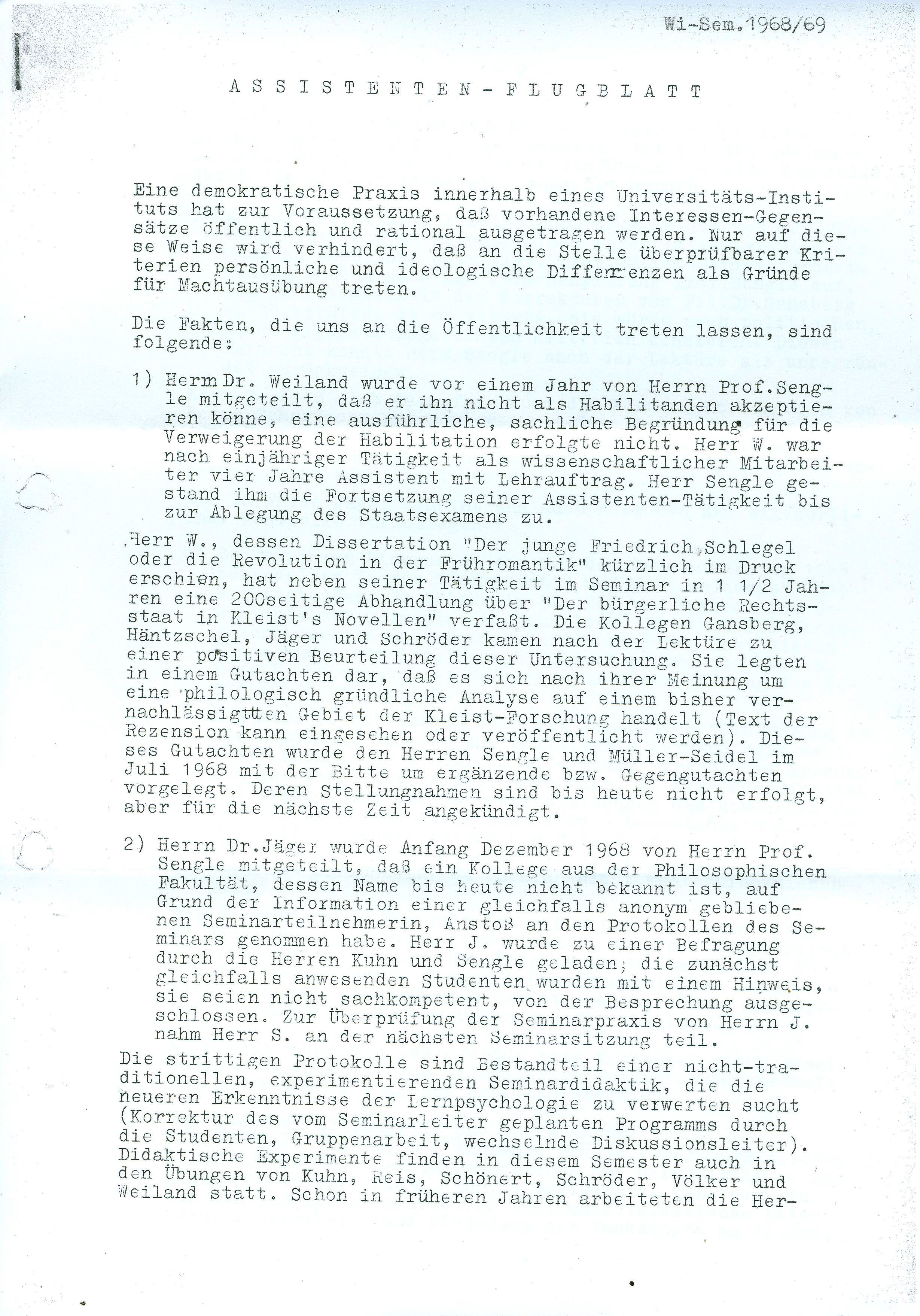
ASSISTENTEN-FLUGBLATT Wi-Sem. 1968/69, Blatt 1

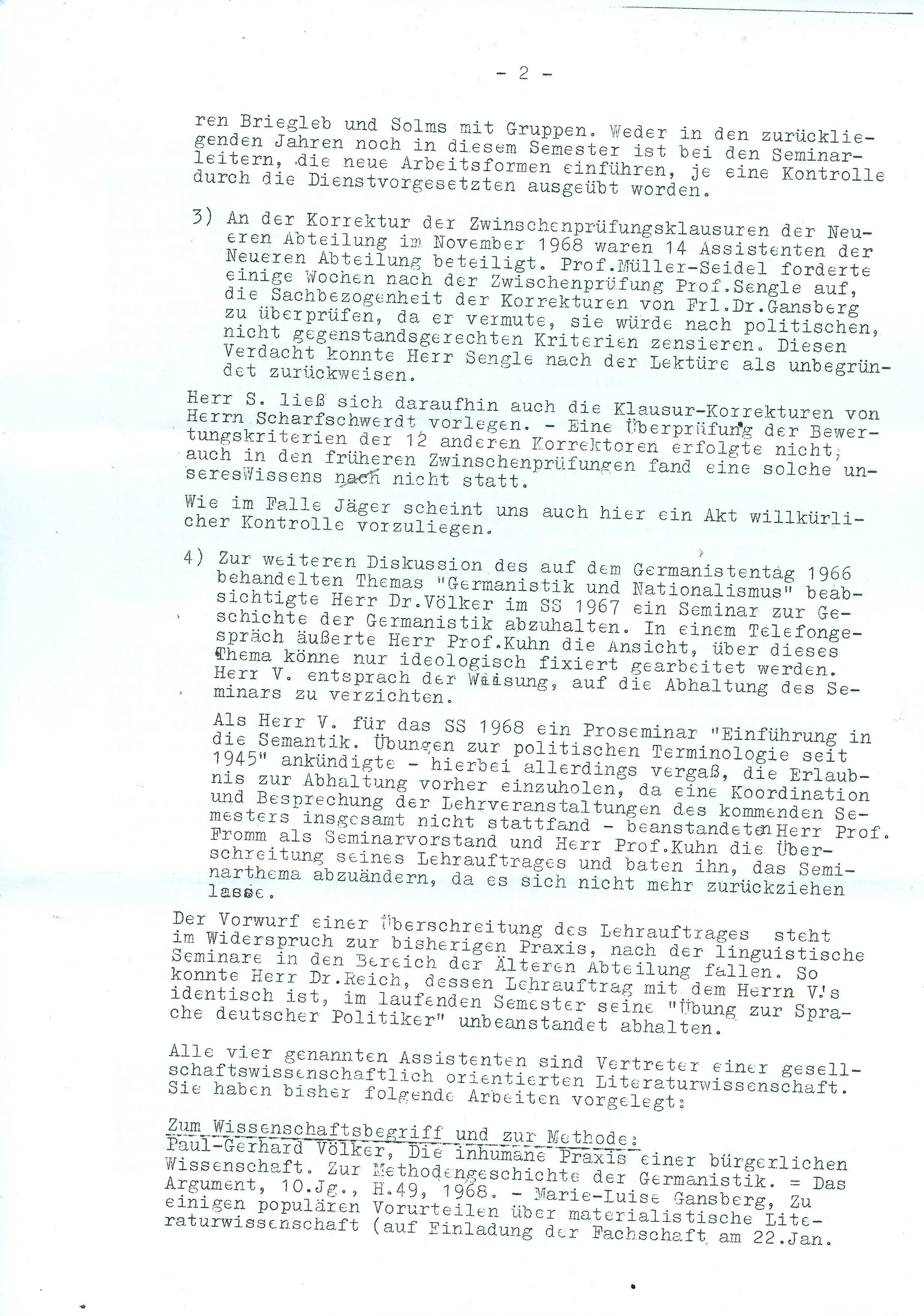
ASSISTENTEN-FLUGBLATT Wi-Sem. 1968/69, Blatt 2

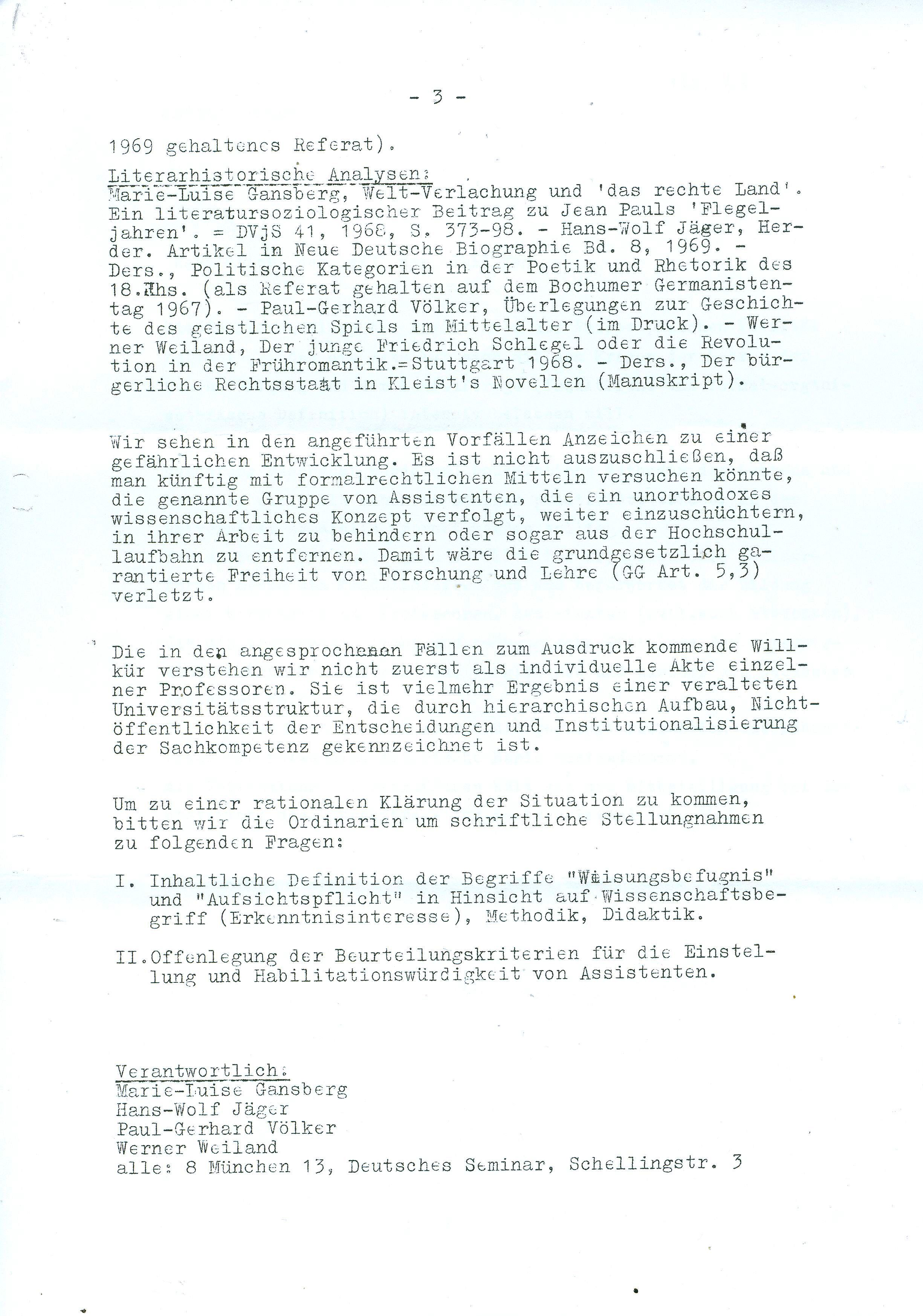
ASSISTENTEN-FLUGBLATT Wi-Sem. 1968/69, Blatt 3

Das zusammen mit Marie-Luise Gansberg und den Neugermanisten Hans-Wolf Jäger und Werner Weiland (1936‒2010) verfasste Assistenten-Flugblatt wurde im Januar 1969 an der LMU verteilt. Auch hier unterläuft Völker die Aufspaltung in Alt- und Neugermanistik und zugleich die in Assistenten und Lehrbeauftragte.
Dem Flugblatt ist folgende Präambel vorangestellt: „Eine demokratische Praxis innerhalb eines Universitäts-Instituts hat zur Voraussetzung, daß vorhandene Interessen-Gegensätze öffentlich und rational ausgetragen werden. Nur auf diese Weise wird verhindert, daß an die Stelle überprüfbarer Kriterien persönliche und ideologische Differenzen als Gründe für Machtausübung treten.“
Im Hauptteil tragen die vier Hochschullehrenden als Kollektivsubjekt ihre Fallgeschichten vor. Die darin zum Ausdruck kommende Willkür wird als Ergebnis einer veralteten Universitätsstruktur verstanden, die durch hierarchischen Aufbau, Nichtöffentlichkeit der Entscheidungen und Institutionalisierung der Sachkompetenz gekennzeichnet sei.
Im Schlussabsatz werden zwei Forderungen an die Ordinarien gerichtet, einerseits nach einer inhaltlichen Definition der Begriffe „Weisungsbefugnis“ und „Aufsichtspflicht“ in Hinsicht auf Wissenschaftsbegriff (Erkenntnisinteresse), Methodik, Didaktik; andererseits nach der Offenlegung der Beurteilungskriterien für die Einstellung und Habilitationswürdigkeit von Assistenten.

### Die Hochschulreform-AnalyseMünchen: Huberplan(1969)
Am 19. Juni 1969 hatten über dreißigtausend Studierende gegen das geplante  Hochschulgesetz des amtierenden bayerischen Kultusministers Ludwig Huber demonstriert. Völkers in der Juli-Ausgabe der SDS-Informationen abgedruckter Artikel München: Huberplan erschien anonym. Die vom Bundesvorstand des SDS zwischen 1961 und 1970 herausgegebene Studentenzeitung publizierte der in Frankfurt am Main ansässige Verlag Neue Kritik. Die Angabe unterhalb der Titelzeile von Völkers Artikel ‒ „Aus SDS Info 1, über Trikont, 8 München 8, Josephsburgstr. 16“ ‒ weist den Trikont-Verlag als Verbreitungskanal von Presseerzeugnissen der Neuen Linken aus.
Die Kritik des Huberplans geriet über den vergleichend analysierten Meinungsbildern, abgedruckt im Arbeitgeber-Sonderheft 1969 mit dem Titel Wir erwarten von Ihnen, daß ... Was die Wirtschaft vom Hochschulabsolventen erwartet, erläutern Fachleute aus Praxis und Wissenschaft, streckenweise zum Randphänomen. Einer der zentralen Kritikpunkte zielte auf die ökonomische Verzweckung von Wissenschaft über alle Unterschiede der Fächer und über die Interessen der Allgemeinheit hinweg. Der CDU-Plan reduziere die Funktion der Universität auf die nötigenfalls mit Gewalt durchzusetzende Einpassung in einen nicht mehr befragbaren Wirtschaftsablauf. Die Eigentümlichkeit jeder Wissenschaft, in einem kritischen Verhältnis zu sich selbst und zur gesellschaftlichen Lage, in die sie sich eingeordnet sieht, zu stehen, werde im gesamten Entwurf an keiner Stelle angedeutet.

### Die ProgrammskizzeZur derzeitigen Funktion sozialistischer Hochschulpraxis(1969)
Mit der Namensangabe „P. G. Völker“ erschien am 28. Oktober 1969 in der apo press. Forum der Arbeiterbasisgruppen und der Lehrlinge, der sozialistischen Studenten & Schüler der Artikel Zur derzeitigen Funktion sozialistischer Hochschulpraxis (Nr. 27/28/II, S. 1‒4). In dem Beitrag kündigen sich keimhaft Theoriefundament und Arbeitsweise der Marxistischen Gruppe an:
Die Hochschulrevolte habe sich von einer Reihe von Fiktionen leiten lassen, die in Stagnation mündeten; aus dieser Situation ergebe sich jedoch nicht die Unmöglichkeit eines permanenten Politisierungsprozesses und die Bedeutungslosigkeit der Hochschulrevolte für den außeruniversitären Klassenkampf (S. 1). Der Umstellung auf kollektive Arbeitsformen sollte eine Schlüsselfunktion bei der Zielerreichung zukommen (S. 3). Letzterer Gedanke wird wie folgt ausgeführt: „Der außeruniversitäre Praxisbezug als Korrektiv des Wissenschaftsfetischismus erlaubt es, über die inneruniversitäre Wissenschaftsreformierung, die der fast einzige Inhalt der bisherigen Studentenbewegung war (kritischer Lernstoff, öffentliche Prüfungen, adäquate Darstellungsform und Didaktik) hinauszugehen und das Studium unter den gegebenen Bedingungen als Vorbereitung und Einübung gesellschaftlicher Praxis zu verstehen. Die Aufgabe besteht in der Organisierung kollektiver Arbeitsformen, die<,> befreit vom Glauben an die Wissenschaftlichkeit des Universitätsstudiums<,> möglichst energiesparend den für Prüfungen nötigen Wissensstoff akkumulieren [...] <und> die gewonnene Zeit in politisch-praktische Arbeit umsetzen. Gleichzeitig sind die kollektiven Arbeitsformen Organisationskeime kollektiven Verhaltens im Berufsbereich und<,> den studentischen Bezug überschreitend<,> Einübung in solidarisches Handeln innerhalb der Arbeiterbewegung, die der Intelligenz aus ihrer Herkunft und Erziehung heraus, besonders schwer fällt.“ Sozialistische Hochschulpraxis dieser Spielart habe zum Ziel (S. 4): „Agitationskampagnen und Aktionen auf der Universität bereiten den Klassenkampf nicht vor, sie ersetzen ihn auch nicht, sie sind aber nötig, um die studentische Avantgarde, die sich auf die Seite der Arbeiterklasse stellt, von ihrem abstrakten Bewußtsein zu konkretem Handeln zu bringen und an der Universität die Handlungsmodelle und Aktionsformen einzuüben, die für die Organisation des Klassenkampfes notwendig sind.“

### Mitglied der GEW und der ALG in den 1970er-Jahren
Aus seiner Bremer Bewerbung geht hervor, dass Völker während seiner Zeit als Assistenzprofessor Mitglied der Gewerkschaft Erziehung und Wissenschaft (GEW) und der Aktion Liberaler Germanisten (ALG) war. Welche Aufgaben er jeweils übernahm, ist noch unerforscht.

## Einsatz für die Ostermarschbewegung und politische Arbeit aus dem Untergrund

### Gründungsmitglied der „Arbeitsgruppe für Fragen gewaltfreier Politik“
Der von Erika Kleversaat und Paul-Gerhard Völker im November 1963 ins Leben gerufene lose Zusammenschluss „Arbeitsgruppe für Fragen gewaltfreier Politik“ war laut Satzung weder parteipolitisch noch ideologisch gebunden, bekannte sich jedoch zu den Grundsätzen der Freiheit und der Demokratie. Im Mittelpunkt sollten die Protestmethoden der schwarzen Bürgerrechtsbewegung stehen.

### Sprecher des Regionalausschusses Bayern Süd der Kampagne für Demokratie und Abrüstung
Erika Völker schloss sich in den 1960er-Jahren der Weltorganisation der Mütter aller Nationen (W.O.M.A.N.) an, eine Frauenvereinigung, die sich intensiv in die Friedens- und Abrüstungsbewegung einbrachte. Den W.O.M.A.N.-Arbeitskreis in München leitete Christel Küpper. Zwischen der auch national und international regsamen Friedensaktivistin Küpper und Paul-Gerhard Völker kam es über die „Kampagne für Abrüstung ‒ Ostermarsch“ zum Austausch. Gemäß APO-Press. Informationsdienst für die Außerparlamentarische Opposition vom 23. September 1968 wurde Völker zu diesem Zeitpunkt als Sprecher des Regionalausschusses Bayern Süd der Kampagne für Demokratie und Abrüstung bestätigt.
Völkers weit gefasster Militarismus-Begriff erhellt aus seinem Artikel München: Huberplan (1969): „Die Militarisierung des Studiums und die Reduktion des Ziels wissenschaftlicher Arbeit auf die Erzeugung fungibler Individuen, die vom Wissenschaftsprozeß während ihres gesamten Studiums ausgeschlossen bleiben, ist weitaus gravierender als die Zerschlagung studentischer Organisationen.“
In den Berliner Jahren beteiligte sich Völker an diversen Solidaritätsbekundungen gegen Repression, Waffengewalt und Ausgrenzung. Beispielsweise unterzeichneten er, Gerhard Bauer, Horst Domdey, Friedrich Rothe, Uwe Wesel und andere die „Erklärung der Initiative fortschrittlicher Publizisten, Künstler und Wissenschaftler“ anlässlich des Thieu-Besuchs am 10. April 1973 in Bonn.

### Gründungsmitglied der Marxistischen Gruppe
Die Marxistische Gruppe (= MG) konstituierte sich auf Bundesebene 1974. Völkers Mitbeteiligung an der Gründung bestätigte die in langjähriger Freundschaft mit ihm verbundene Bremer Germanistin Wendula Dahle. Ob und wie es diesem gelang, in seiner Zeit als Assistenzprofessor an der FU Berlin für die MG Aufbau- und Theoriearbeit zu leisten, muss offen bleiben. Die MG Westberlin gab seit 1974 die Marxistische Studenten Zeitung (München: Verein zur Förderung des Studentischen Pressewesens 1974‒1980) mit heraus. Im Mai 1977 zog Völker mit seiner Familie von Berlin nach Bremen um. Die Bremer MG veröffentlichte seit 1979 die Bremer Hochschulzeitung. Zeitung der Marxistischen Gruppe (München: Verein zur Förderung des studentischen Pressewesens, MHB). Die MG-Aktivisten zeichneten sich durch hohen Vernetzungsgrad aus, ihre Geheimhaltungsvorkehrungen nach außen brachten der Organisation den Ruf eines Geheimbundes ein. Die Kritik an der „extrem hierarchischen Verbandsgliederung bei gleichzeitigem autoritären Führungsstil der Zentrale“ prallte an den führenden Gruppenmitgliedern ab.
Nach dem Mauerfall gelangte die MG zu der Einsicht, kommunistische Politik habe sich zu ändern. Andererseits wollte man die Leistungen der wissenschaftlichen Auseinandersetzungen mit der „bürgerlichen Gesellschaft“ und mit dem Kapitalismus auch im Hinblick auf spätere Generationen fortsetzen. Die Unzufriedenheit mit den politischen Verhältnissen sollte ein kritisches Publikationsorgan erhalten, als Ausgangsbasis für weitere Agitation. So kam es nach dem Beschluss am 20. Mai 1991, die MG aufzulösen, zur Gründung der Zeitschrift GegenStandpunkt.

### Mitgründung der ZeitschriftGegenStandpunkt
Nach der Gründung der marxistischen Theoriezeitschrift GegenStandpunkt im Jahr 1992 führte Völker seine politische Arbeit ungebrochen weiter. Die Redakteure des Periodikums sind nicht das Autorenkollektiv. Der Extremismusforscher Armin Pfahl-Traughber hält es angesichts der Existenz von regionalen Gruppenbildungen und daraus gelegentlich entspringender Agitationsarbeit an Universitäten für angemessen, von einer „GegenStandpunkt-Gruppe“ zu sprechen. Bei dieser handele es sich um die linksextreme Organisation mit dem höchsten Personenpotential.

## Die Paul-Gerhard-Völker-Stiftung
Am 8. Mai 2010 gründete Völker in München eine seinen Namen tragende Stiftung. Diese verfolgt den Zweck, „a. marxistische Ansätze in der Presse und Literatur und in der Öffentlichkeit zu unterstützen und einen ausreichenden Lebensunterhalt von Personen, die auf den Gebieten der Analyse der bürgerlichen Gesellschaft, der Ökonomie und des internationalen Verkehrs der Staaten wissenschaftlich tätig sind oder waren, zu gewährleisten“.

## Familie
Die aus West-Berlin stammende Erika Kleversaat und Paul-Gerhard Völker heirateten 1963 in Berlin. Aus der Ehe gingen zwei Söhne hervor. Vom 17. Juli 1969 bis Sommersemester 1971 war Erika Völker Sozialreferentin des AStA der LMU München und ab Sommersemester 1970 zudem Vorstandsmitglied des Studentenwerks.

## Schriften
- Ein neues Bruchstück der Notkerschen Psalmen-Paraphrase, in: Beiträge zur Geschichte der deutschen Sprache und Literatur [Tübingen] 83, 1961/62, S. 63‒79.
- Rezension o.T. [Gerard Achten, Hermann Knaus: Deutsche und niederländische Gebetbuchhandschriften der Hessischen Landes- und Hochschulbibliothek Darmstadt, Wiesbaden: Roether 1959], in: Anzeiger für deutsches Altertum und deutsche Literatur 74, 1963, S. 37‒45.
- Die Überlieferungsformen mittelalterlicher deutscher Predigten, in: Zeitschrift für deutsches Altertum und deutsche Literatur 92, 1963, S. 212‒227.
- Die deutschen Schriften des Franziskaners Konrad Bömlin, Tl. I: Überlieferung und Untersuchung (MTU; 8), München: Beck 1964 [mehr nicht erschienen].
- NDB-Artikel: Groß, Erhard, in: Neue deutsche Biographie 7, 1966, S. 139. Hans v. Bühel, in: ebd., S. 624‒625. Heinrich von Rugge, in: ebd. 8, 1969, S. 422. Heusler, Andreas, in: ebd. 9, 1972, S. 49‒52.
- Neues zur Überlieferung des Fließenden Lichts der Gottheit, in: Zeitschrift für deutsches Altertum und deutsche Literatur 96, 1967, S. 28‒69.
- Regimen sanitatis ‒ Vom Heilwesen im Mittelalter, München: A. Frühmorgen 1967 (Sonderausgaben: A. Frühmorgen 1974; Esslingen: Robugen GmbH, Pharmazeutische Fabrik, 1974).
- Gisela Kornrumpf, Paul-Gerhard Völker: Die deutschen mittelalterlichen Handschriften der Universitätsbibliothek München (Die Handschriften der Universitätsbibliothek München; 1), Wiesbaden: Harrassowitz 1968.
  - Die lateinischen mittelalterlichen Handschriften der Universitätsbibliothek München (Die Handschriften der Universitätsbibliothek München; 3), Wiesbaden 1974–1979 (nach Vorarbeiten von Paul-Gerhard Völker).
- Die inhumane Praxis einer bürgerlichen Wissenschaft. Zur Methodengeschichte der Germanistik, in: Das Argument. Berliner Hefte für Probleme der Gesellschaft 10, 1968, Nr. 49 [Themenheft „Kritik der bürgerlichen Gesellschaft. Wissenschaft als Politik (II)“ (3. Aufl. Dezember 1970), S. 431‒454.
- Schwierigkeiten bei der Edition geistlicher Spiele des Mittelalters, in: Hugo Kuhn, Karl Stackmann, Dieter Wuttke (Hrsg.), Kolloquium über Probleme altgermanistischer Editionen, Marbach am Neckar, 26. und 27. April 1966 (Deutsche Forschungsgemeinschaft. Forschungsberichte; 13), Wiesbaden: Steiner 1968, S. 160‒168.
- Überlegungen zur Geschichte des geistlichen Spiels im Mittelalter, in: Ingeborg Glier, Gerhard Hahn, Walter Haug, Burghart Wachinger (Hrsg.), Werk ‒ Typ ‒ Situation. Studien zu poetologischen Bedingungen in der älteren deutschen Literatur. Hugo Kuhn zum 60. Geburtstag, Stuttgart: Metzler 1969, S. 252‒280.
- Vom Antichrist. Eine mittelhochdeutsche Bearbeitung des Passauer Anonymus, hrsg. von Paul-Gerhard Völker (Kleine deutsche Prosadenkmäler des Mittelalters; 6), München: Fink 1970.
- Marie-Luise Gansberg, Paul Gerhard Völker: Methodenkritik der Germanistik. Materialistische Literaturtheorie und bürgerliche Praxis, Stuttgart: Metzler 1970 (4., teilw. überarb. Aufl. 1973).
- Wolfgang Dittmann, Hubertus Fischer, Irmela von der Lühe, Werner Röcke, Klaus Tuch, Paul Gerhard Völker, Sabine Zurmühl: Grundlagen zur Genese, Entwicklung und Theorie des Feudalismus, [maschinenschriftlich] Berlin, Wintersemester 1971/72.
- Wolfgang Dittmann, Hubertus Fischer, Dieter Kartschoke, Erika Kartschoke, Irmela von der Lühe, Werner Röcke, Paul Gerhard Völker, Sabine Zurmühl: Reformierte Altgermanistik. Bericht über ein Grundstudienmodell am Germanistischen Seminar der FU Berlin, Berlin: Presse- und Informationsamt der FU 1972. Erneut abgedruckt in: Bundesassistentenkonferenz [Hrsg.], Zum Beispiel Altgermanistik. Historische Wissenschaft und Lehrerausbildung (Texte zur Studienreform; 3), Bonn: Bundesassistentenkonferenz 1972, S. 16‒95, sowie in: Jahrbuch für Internationale Germanistik 4, 1972, 1, S. 108‒157.
- Marie-Luise Gansberg, Paul-Gerhard Völker: Rezension o.T. [Jost Hermand: Synthetisches Interpretieren. Zur Methodik der Literaturwissenschaft, München: Nymphenburger 1968], in: Das Argument. Zeitschrift für Philosophie und Sozialwissenschaften 14, 1972, Nr. 72 [Themenheft „Probleme der Ästhetik (IV). Literatur- und Sprachwissenschaft“], S. 350‒352.
- Feudalismus als Problem materialistischer Geschichtsbetrachtung, in: Dieter Richter (Hrsg.), Literatur im Feudalismus (Literaturwissenschaft und Sozialwissenschaften; 5), Stuttgart: Metzler 1975, S. 297‒339.
- Hubertus Fischer, Paul-Gerhard Völker: Konrad von Würzburg: Heinrich von Kempten. Individuum und feudale Anarchie, in: ebd., S. 83‒130.
- Das geistliche Schauspiel, in: Winfried Frey, Walter Raitz, Dieter Seitz u. a., Einführung in die deutsche Literatur des 12. bis 16. Jahrhunderts, Bd. 2: Patriziat und Landesherrschaft ‒ 13. bis 15. Jahrhundert, Opladen: Westdeutscher Verlag 1982, S. 282‒315.